# Dominique Biebau
Dominique Biebau (Waregem, 10 april 1977) is een Belgische schrijver van romans en literaire thrillers.
In 2013 debuteerde hij met de politieke satire Trage Wegen, dat genomineerd werd voor de Debuutprijs 2014. In 2015 werd IJslands Gambiet gepubliceerd, een koudeoorlogs-thriller rond het thema schaken. Zijn derde boek, Russisch voor Beginners, verscheen in 2019. Datzelfde jaar won het boek de Knack Hercule Poirotprijs voor beste Vlaamse misdaadroman van het jaar. Later won Russisch voor Beginners ook de Gouden Strop voor spannendste Nederlandstalige roman. In 2004 was Biebau een van de laureaten van de VDAB-schrijfwedstrijd De Eerste Keer. In 2010 schreef hij de Ward Ruyslinckprijs voor Kortverhalen op zijn naam.
Biebau is in het dagelijks leven werkzaam als docent Nederlands en Engels in het middelbaar onderwijs.